# Håvard Gutubø Bogetveit
Håvard Gutubø Bogetveit (* 3. Juni 1992 in Oslo) ist ein ehemaliger  norwegischer Biathlet und heutiger Biathlontrainer. Er betreut seit 2025 die estnische Nationalmannschaft.

## Karriere
Håvard Bogetveit startete für Førde IL. Er gab sein internationales Debüt bei den Juniorenweltmeisterschaften 2013 in Obertilliach, wo er 16. des Einzels wurde und im Staffelrennen an der Seite von Erling Aalvik, Vegard Gjermundshaug und Johannes Thingnes Bø den Titel im Staffelrennen gewann.
National gewann er bei den Norwegischen Meisterschaften 2013 mit Jarle Midthjell Gjørven, Johannes Thingnes Bø und Tarjei Bø als Vertretung der Provinz Sogn og Fjordane den Titel im Staffelrennen.
Nach seinem Karriereende 2022 schlug Bogetveit eine Trainerlaufbahn ein. Er betreute gemeinsam mit Martin Eng in Lillehammer das größte norwegische Biathlon-Privatteam Team 1,5, dem in dieser Zeit unter anderem Ukaleq Astri Slettemark und Tuva Aas Stræte angehörten
Im Mai 2025 wurde Bogetveit als neuer Cheftrainer der estnischen Biathlon-Nationalmannschaft vorgestellt. Sein Assistenztrainer ist Karel Viigipuu.
Bogetveit ist mit Lotta Udnes Weng liiert.

## Statistik

### Platzierungen im Biathlon-Weltcup
Die Tabelle zeigt alle Platzierungen (je nach Austragungsjahr einschließlich Olympische Spiele und Weltmeisterschaften).
- 1.–3. Platz: Anzahl der Podiumsplatzierungen
- Top 10: Anzahl der Platzierungen unter den ersten zehn (einschließlich Podium)
- Punkteränge: Anzahl der Platzierungen innerhalb der Punkteränge (einschließlich Podium und Top 10)
- Starts: Anzahl gelaufener Rennen in der jeweiligen Disziplin
- Staffel: inklusive Mixed- und Single-Mixed-Staffeln

| Platzierung | Einzel | Sprint | Verfolgung | Massenstart | Staffel | Gesamt |
| ----------- | ------ | ------ | ---------- | ----------- | ------- | ------ |
| 1. Platz    |        |        |            |             |         |        |
| 2. Platz    |        |        |            |             |         |        |
| 3. Platz    |        |        |            |             | 1       | 1      |
| Top 10      |        |        |            |             | 1       | 1      |
| Punkteränge |        |        |            |             | 1       | 1      |
| Starts      |        | 3      | 1          |             | 1       | 5      |